# Maiduguri
Maiduguri (poznat i kao Yerwa) glavni je grad nigerijske savezne države Borno i sedmi grad po brojnosti u Nigeriji. Leži na sjeveroistoku države, blizu državnih granica s Nigerom, Čadom i Kamerunom.
Maiduguri je osnovan 1907. godine kao britanska vojna utvrda. Stanovništvo je većinom muslimansko. Grad je prugom povezan s Port Harcourtom, a ima i međunarodnu zračnu luku.
U gradu je često vjersko nasilje i nemiri, od kojih su posljednji bili 2006. (vezani uz karikature proroka Muhameda) i 2009. godine. 
Prema popisu iz 1991., Maiduguri ima 618.278 stanovnika.

## Vanjske poveznice

### Ostali projekti
|  | Zajednički poslužitelj ima još gradiva o temi Maiduguri |